# 長濱之戰
長濱之戰（日语：／ Nagahamanotatakai）是永祿3年5月28日（1560年6月21日）在土佐國割據的長宗我部氏和本山氏之間的合戰。別稱長濱表之戰。在戶之本的本戰是長宗我部元親的初陣，因此相當有名。

## 背景
在應仁之亂後，因為守護細川氏的統治體制弱化，在土佐有被稱為「七雄」的小領主抬頭、割據。其中，細川家的有力被官長宗我部氏更開始擴大勢力。當時的當主長宗我部文兼為了逃避戰亂，迎從上方下向一條教房為國司，成立以一條氏為盟主的國人共同体，因此土佐國內一時間變得安定。加上一時間衰退的細川氏亦慢慢恢復勢力，以細川氏為後盾，得到新名門一條氏威光的長宗我部氏，在此後數代加強發言力，長宗我部國親的父親兼序亦積極統治領國，以擴大勢力。
兼序雖然文武優秀，不過亦因為地位提升，漸漸變得傲慢。永正4年（1507年），細川政元在政變中被暗殺，情勢再次變得不安定（永正之錯亂），國人眾的不滿爆發，以本山氏為中心的大平氏、吉良氏、山田氏等形成反長宗我部連合軍。雖然善戰的兼序對此迎擊，最後因為居城岡豐城被包圍而自殺。兼序的嫡男國親逃走並投靠一條房家，勢力急劇衰退，此事成為長宗我部氏和本山氏之間恩怨的開端。另外，因為細川氏的影響力完全消失，土佐國內的室町幕府支配體系完全崩壞，開始進入土佐諸氏以武力爭鬥的戰國時代。
受一條氏庇護的國親在永正15年（1518年），成功復歸舊領岡豐。國親在吉田孝賴等人的後見之下，致力於長宗我部家復權，漸漸吞併山田氏、香宗我部氏、吉良氏等，不斷擴大勢力，並以一領具足為基礎，開始富國強兵。另一方面，對成為當時土佐國內最大實力者的本山氏的當主本山茂宗（梅慶），則令女兒嫁予茂宗的嫡男茂辰，結成親戚關係。在這段時期，七雄中只剩下長宗我部氏、本山氏、安藝氏。
天文24年（1555年），在茂宗死去後，國親終於加強對仇敵本山氏的壓力。對此，茂宗的繼承人茂辰令潮江的住民在浦戶灣略奪長宗我部方以船運往種崎城的兵糧等，以作報復，雙方的關係急速惡化。

## 合戰經過
國親雖然打算正式侵攻本山氏的領地，不過本山方的前線長濱城（現今高知市）防守堅固，以強力攻略並不容易。不過長濱城的城門因為日久失修而開始腐爛，茂辰從長濱城下雇用被稱為土佐之名工的福留右馬丞，命其更換城門。得到這個情報的國親秘密向福富送出使者，以破格的條件為報酬，令其製作以大人數就能簡單打開的城門，福留接受並依國親所言建造城門。
永祿3年5月28日（1560年6月21日），國親從種崎城夜襲長濱城，長宗我部軍成功突破城門後，城兵幾乎沒有抵抗就讓出城池，並集結至本山氏的本據地本山城。
早上，長宗我部軍從長濱城向南方的雪溪寺出陣，本山軍則在西方的日出野布陣。約在10時，兩軍開始激烈衝突（戶之本之戰）。最初，在人數上佔勝的本山軍處於優勢，不過在亂戰後，長宗我部軍壓制本山軍，茂辰退至浦戶城。長宗我部軍追擊，並在南北的海岸線配置船隻，以封鎖浦戶城，在陸上亦築起欄柵，包圍城池，不過因為國親突然發病，在數日後就引兵撤退。
國親的嫡男元親本來被周圍稱為「姬若子」（像小姐的兒子），以戶之本的戰鬥為初陣，於出陣前接受家臣秦泉寺豐後使槍方法的指導。在戰鬥開始後，元親率領5十騎，獲得7十餘個首級，更親自殺死2個騎馬武者，顯至出勇猛果敢的戰姿。元親更以戰勝的餘勢，不顧國親等人的制止，突入無人守備的本山方支城潮江城，以此奪取如空殼的城池。因為這次活躍，元親在以後被改稱為「鬼若子」（像妖魔的兒子）、「出來人」（能幹的人），受人畏怖。另外，元親的弟弟親貞亦以此戰為初陣。

## 戰後
本山氏因為以優勢兵力卻仍然敗退，並被長宗我部氏奪去許多據點，於是勢力急劇衰退。『土佐物語』卷四中記載本山方當時「上下周章騷動，沒能改變事情。每域都大大恐怖」（上下周章騒ぐ事斜ならず。域々大きに恐怖す）。不過雖然在直接對決中勝利，國親在消滅宿敵本山氏前因病而被迫退卻，返回岡豐城中治療，仍在不久後死去。國親向元親說出「驅逐本山就是最好的供養，記在心中阿」（本山を駆逐することが一番の供養になると心得よ）的遺言，表示出遺憾心情。
繼承人元親以離間的方式，令本山氏衰落。在2年後的永祿5年（1562年），令茂辰破棄死守的朝倉城，大大削弱本山勢力，其子親茂向長宗我部氏降伏，達成父親的悲願。
此後，打算脫離一條氏的元親在永祿12年（1569年），消滅與一條兼定結盟的安藝國虎，在天正3年（1575年）於四萬十川之戰中擊敗一條氏，成功統一土佐。元親更開始平定四國，大幅擴張勢力。